# Kaiyō (Schiff)
Die Kaiyō (japanisch 海鷹 ‚Meeresfalke‘) war einer von fünf Geleitflugzeugträgern der Kaiserlich Japanischen Marine, der im Zweiten Weltkrieg zum Einsatz kam. Die anderen waren die Taiyō, Un’yō und Chūyō der Taiyō-Klasse, sowie die Shin’yō.

## Geschichte

### Einsatz im Liniendienst und Umbau

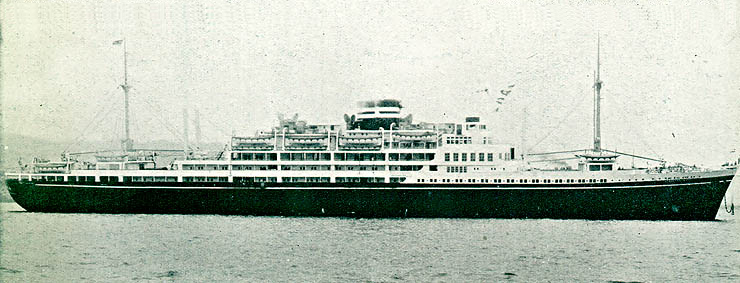
Die Argentinia Maru im August 1939

Die spätere Kaiyō lief als Argentinia Maru (12.755 BRT, 21,5 kn) am 9. Dezember 1938 bei der Werft von Mitsubishi in Nagasaki von Stapel und wurde am 31. Mai 1939 fertiggestellt. Sie war ein für die Reederei Osaka Shōsen Kaisha gebauter Kombifrachter, welcher im Liniendienst zwischen Santos in Brasilien und Yokohama in Japan verkehrte. Dabei passierte sie, während ihrer zweiten Rundreise, am 27. Dezember 1939 auf dem Río de la Plata das Wrack des zehn Tage vorher gesunkenen deutschen Schweren Kreuzers Admiral Graf Spee.
Am 29. September 1941 wurde das Schiff durch die japanische Marine requiriert, dem Marine-Distrikt Yokusuka unterstellt und als Truppentransporter genutzt. Zum 9. Dezember 1942 wurde es durch die Marine aufgekauft um zum Geleitflugzeugträger des Typ Glattdeckträger umgebaut zu werden. Dies wurde notwendig, um die bisher eingetretenen schweren Verluste (Schlacht um Midway) an Flugzeugträgern auszugleichen. Während des folgenden Umbaus bei Mitsubishi in Nagasaki wurden die bisher installierten Dieselmotoren durch vier Kampon-Dampfkessel mit zwei Getriebeturbinensätzen ersetzt, wie sie auch in den japanischen Zerstörern verbaut waren, was die Geschwindigkeit um etwas über 2 Knoten erhöhte.
Es gab Pläne für die Umrüstung ihres Schwesterschiffes Brasil Maru, aber dieses wurde am 5. August 1942 in der Nähe von Truk durch das amerikanische U-Boot Greenling versenkt, wodurch dies hinfällig wurde.

### Einsatz als Flugzeugträger

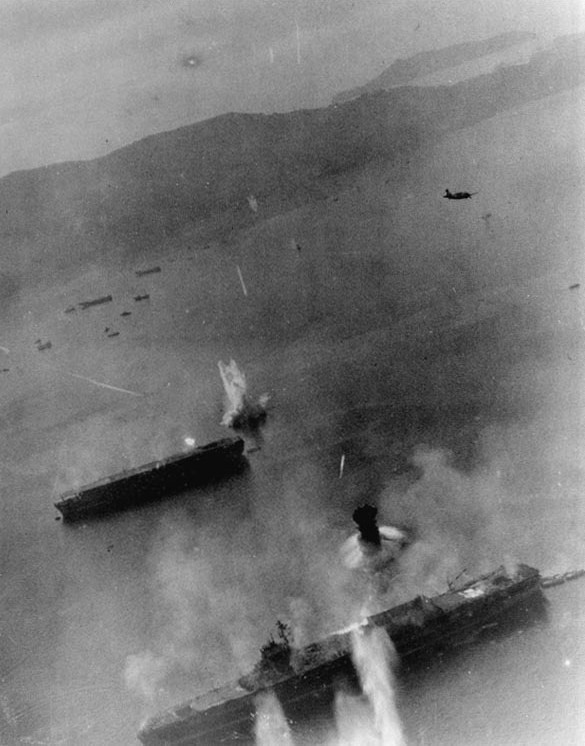
Die Kaiyō (hinten) wird im März 1945 in Kure aus der Luft angegriffen, im Vordergrund die Katsuragi

Am 23. November 1943 wurde das Schiff mit dem Namen Kaiyō, unter dem Kommando von Kaigun-taisa (Kapitän zur See) Takao Yoshimi, in den Dienst der Kaiserlich Japanischen Marine gestellt. Ihre anfängliche Aufgabe bestand darin, Flugzeuge und andere Versorgungsgüter zu japanischen Stützpunkten in Übersee zu transportieren.
Im Januar 1944 waren dies als Teil des Konvois HI-33 Flugzeuge der 23. Luftflottille über Manila nach Singapur. Auf der Rückreise transportierte der Träger Flugzeuge der 551. Luftgruppe nach Truk. Dabei wurde auf dem Weg von Palau nach Truk die Kaiyō nachts vergeblich durch die Permit angegriffen. Vom 23. Februar bis 2. März folgte eine kurze Werftliegezeit.
Im April sicherte sie als Teil der 1. Geleitdivision, welcher die Kaiyō seit dem 17. März angehörte, den Konvoi HI-57 über Formosa und Indochina nach Singapur. Auf der Rückreise den Konvoi HI-58. Dabei entdeckte eines ihrer Flugzeuge das U-Boot Robalo an der Wasseroberfläche hinter dem Konvoi. Das amerikanische U-Boot wurde daraufhin angegriffen und beschädigt, konnte aber entkommen.
Ende Mai war die Kaiyō, zusammen mit dem Geleitflugzeugträger Shin’yō, Teil der Sicherung für den Konvoi HI-65 nach Singapur. Eines der Sicherungsfahrzeuge, der Kaibōkan Awaji, wurde unterwegs torpediert, und zwei Truppentransporter (Arimasan Maru und Shinshū Maru) kollidierten, als sie versuchten, den anderen Torpedos auszuweichen. Der Rest des Konvois traf am 12. Juni in Singapur ein. Die Kaiyō wurde danach dem Konvoi HI-66 für die Rückreise zugeteilt und erreichte Japan am 26. Juni. Ab Anfang Juli folgte eine weitere kurze Werftliegezeit in der Marinewerft von Kure, bei welcher weitere 2,5-cm-Flugabwehrgeschütze eingerüstet wurden.
Zusammen mit dem Geleitträger Taiyō wurde die Kaiyō mit Flugzeugen beladen, die für die Philippinen bestimmt waren und durch den Konvoi HI-69 ausgeliefert werden sollten. Die Reise startete am 13. Juli und die Schiffe trafen eine Woche später ein. Für die Rückreise verließ der Konvoi Manila vier Tage später und erreichte Japan am 1. August. Am 4. August kam es in Vorbereitung einer weiteren Konvoifahrt zu einer Störung der Maschinenanlage und der Flugzeugträger wurde nach Sasebo verlegt. Am 25. Oktober überführte die Kaiyō ein Dutzend Transportflugzeuge nach Keelung auf Formosa und kehrte am 2. November nach Kure zurück. Vom 25. November bis 13. Dezember fur der Träger zur Sicherung des Konvois HI-83 nach Singapur über Formosa und die Insel Hainan. Während dieser Reise wurde die Kaiyō der 1. Geleitflotte zugeteilt. Im Laufe des Monats Dezember erfolgte die Rückkehr nach Japan mit dem Konvoi HI-84 und am 31. Dezember ein erfolgloser Angriff durch das U-Boot Dace.
Ab Mitte Januar 1945 zur Ausbildung von Piloten in der Seto-Inlandsee eingesetzt, wurde das Schiff am 19. März, in Kure vor Anker liegend, von amerikanischen Trägerflugzeugen der Task Force 58 angegriffen (siehe Luftangriff auf Kure vom 19. März 1945). Dabei wurde der Backbord-Maschinenraum von einer Bombe getroffen, welcher Brände auslöste und einen Wassereinbruch verursachte. Um ein sinken zu verhindern, erfolgte eine Verlegung in flaches Wasser bei der Insel Eta-Jima. Ab 20. April der Shimpū Tokkōtai als Zielschiff zugewiesen, nahm die Kaiyō ihre Pilotenausbildung einen Monat wieder auf. Am 18. Juli lief das Schiff auf eine Seemine, welche nur geringe Schäden verursachte, und blieb einsatzfähig.

### Aufgabe und Verbleib

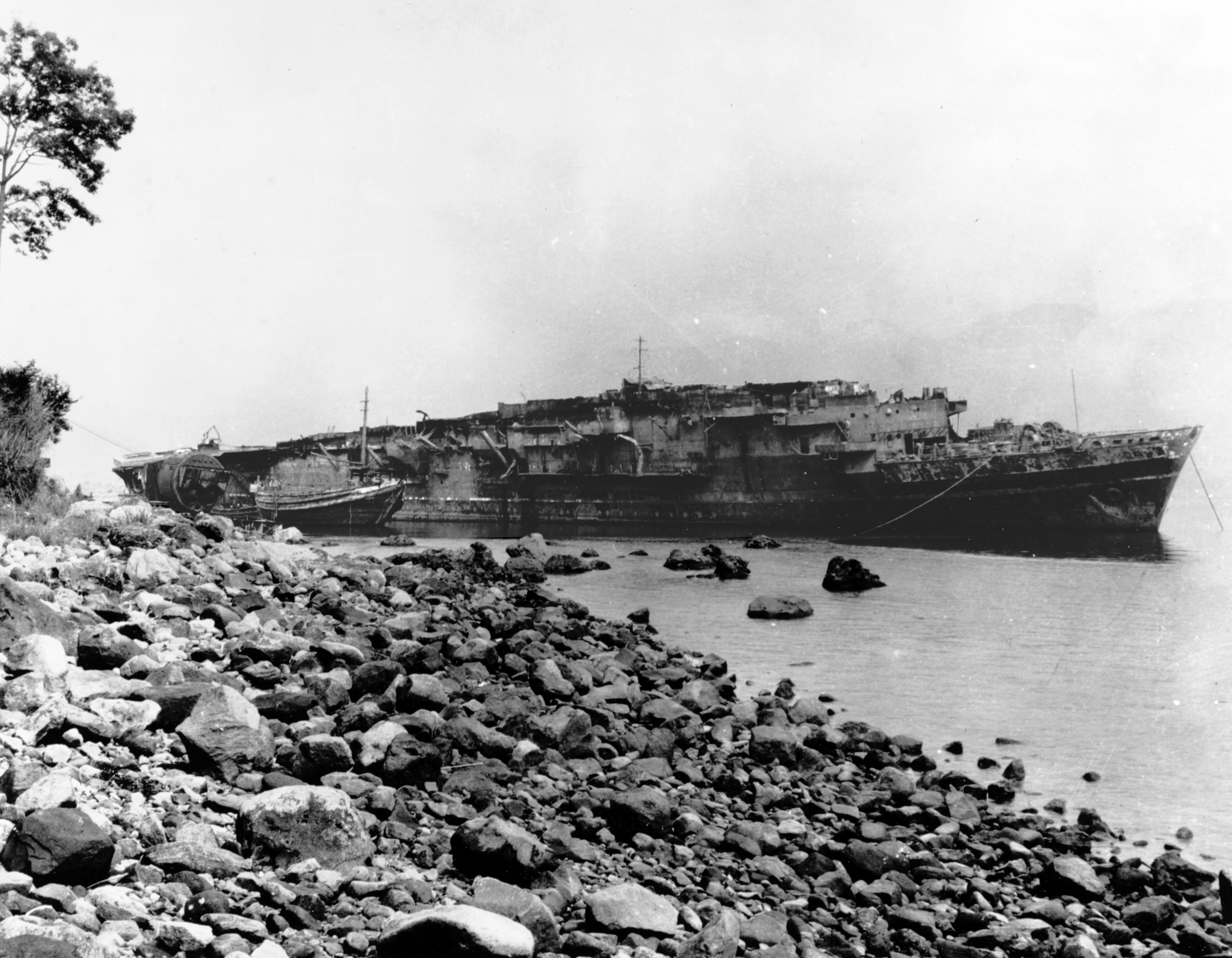
Das Wrack der ehemalige Kaiyō in der Beppu-Bucht.

Am 24. Juli 1945 kam es zu massiven Luftangriffen durch die amerikanische Task Force 38 und die britische Task Force 57 auf die Seto-Inlandsee und das Gebiet von Kure. Dabei wurden die Kaiyō und der Zerstörer Yūkaze zwischen 12:20 und 13:10 vor Beppu von Flugzeugen der Essex angegriffen (dieser Angriff war eigentlich gegen Flugfelder gerichtet, weshalb die Flugzeuge anstatt Bomben nur mit 5-Zoll-Raketen bewaffnet waren). Beide Einheiten scheinen keine Treffer erhalte zu haben und zwei in der Nähe befindliche Kaibokan wurden nur leicht beschädigt. Der verantwortliche Schiffsführer Kaigun-taisa Osuga Shuichi beschloss aber, das Gebiet um Beppu zu verlassen und vor einem kleinen Fischereihafen für die Nacht zu ankern – in der Hoffnung, so der Entdeckung durch feindliche Patrouillenflugzeuge, welche am nächsten Tag erwartet wurden, zu entgehen. Auf dem Weg nach Muroura lief die Kaiyō um 18:30 in der Kizuki-Bucht auf eine Seemine und blieb antriebslos liegen, da die Rudermaschinen ohne Funktion und die Dampfleitung des Backbordmaschinenraums gebrochen waren. Um 19:25 meldete sie ihre Situation und bat um Hilfe. Daraufhin wurde die Yūkaze geschickt, welche eine Schleppleine übergab, und um 23:50 macht sich der Schleppzug auf den Weg in die Beppu-Bucht. Am nächsten Tag um fünf Uhr Morgens kam es zu einem Angriff von drei amerikanischen Jagdflugzeugen des Typs Grumman F6F, welche aber keine Schäden verursachten. Da aber das weitere Volllaufen des Schiffes nicht gestoppt werden konnte, wurde der Geleitflugzeugträger im Morgengrauen an der Küste von Hinode in der Beppu-Bucht auf Grund gesetzt. Die Besatzung versucht derweil die vorhandenen Lecks zu schließen, was allmählich zum Erfolg führte. Drei Tage später wurde der Träger durch 16 amerikanische Trägerflugzeuge angegriffen, welche Treffer erzielen konnten, wodurch es zum Ausfall der Stromversorgung kam. Da ohne Strom die Lenzpumpen nicht funktionierten, wurde das Achterschiff geflutet und sackte auf Grund.
Am 28. Juli besichtigte ein Arzt die Arbeitsbedingungen im Maschinenraum und drängte die Reparaturmannschaften aufzugeben, da ohne Belüftung und Strom die Bedingungen sehr ungesund waren. Der kommandierende Offizier Osuga stimmte diesem zu, und so wurden die Bergungsarbeiten eingestellt. Das Schiff wurde fixiert, die Kessel mit Wasser geflutet und die Maschinenanlage mit Öl beschichtet. Man hoffte, dass das Schiff dadurch bis zu einer vollständigen Bergung konserviert werden könnte.
Zum 9. August griffen zwölf amerikanische Bomber des Typs North American B-25 an und die dabei verursachten Schäden ließen das Schiff immer weitere Schlagseite bekommen. Am 10. August entschied daher Kaigun-taisa Osuga als verantwortlicher Schiffskommandant die Seekriegsflagge niederzuholen, womit das Schiff praktisch aufgegeben wurde. Die Restbesatzung verlegte danach nach Yokosuka. Am 20. November 1945 wurde die Kaiyō aus der Flottenliste der Schiffe der Kaiserlichen Marine gestrichen, und das Wrack nach dem Krieg von 1. September 1946 bis 30. Januar 1948 vor Ort durch das Unternehmen Nissan Salvage abgebrochen.

## Technische Beschreibung als Geleitflugzeugträger

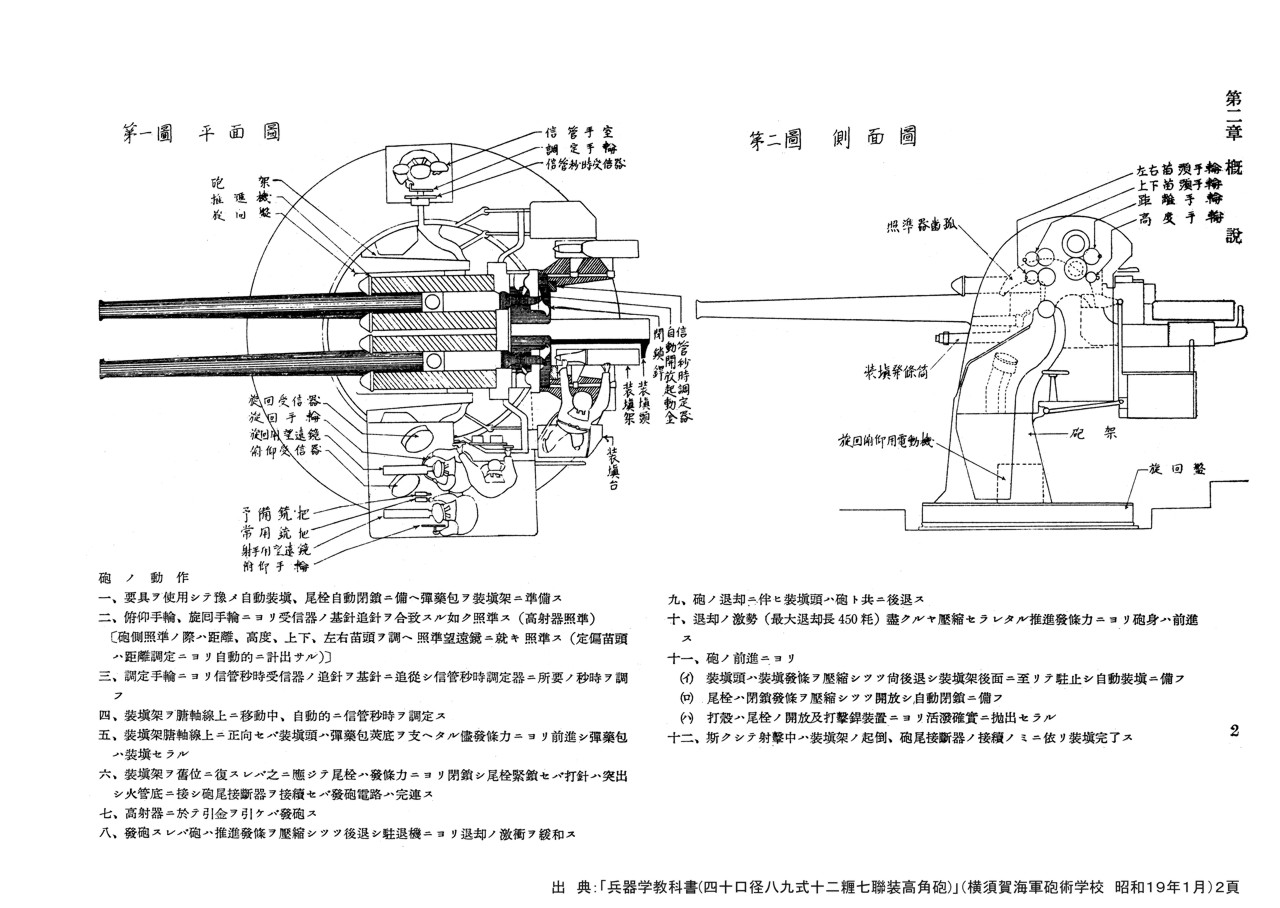
Zeichnung der Draufsicht und der Seitenansicht einer Typ-89-Zwillingslafette aus einem japanischen Ausbildungshandbuch von 1944, in der die Positionen der Geschützmannschaft dargestellt sind.

### Rumpf
Der Rumpf der Kaiyō, unterteilt in wasserdichte Abteilungen, war über alles 166,57 Meter lang, 21,67 Meter breit und hatte bei einer Einsatzverdrängung von 17.016 Tonnen einen Tiefgang von 8,26 Metern.

#### Flugdeck
Das ungepanzerte hölzerne Flugdeck und das darunter liegende 3.760 m² großen Hangardeck waren nicht Teil des Schiffskörpers, sondern als Aufbauten ausgeführt. Das Flugdeck hatte die ungefähre Form eines Rechtecks mit den Abmessungen 160 m × 23,5 m, welche vorne und achtern, gestützt durch je zwei Stelzen, über die Aufbauten hinausreichte. Zum Bewegen von Flugzeugen zwischen dem Hangar und dem Flugdeck verfügte der Träger über zwei Aufzüge, die 12 m × 13 m maßen.

### Antrieb
Der Antrieb erfolgte durch vier ölbefeuerte Dampferzeuger – Kampon-Kesseln des Yarrow-Typs – und zwei Getriebeturbinensätze mit denen eine Gesamtleistung von 52.100 PS (38.319 kW) erreicht wurde. Diese gaben ihre Leistung an zwei Wellen mit je einer Schraube ab. Die Höchstgeschwindigkeit betrug 23,8 Knoten (44 km/h).

### Bewaffnung

#### Flugabwehrbewaffnung
Die flugabwehrfähige Bewaffnung bestand aus acht 12,7-cm-Geschützen mit Kaliberlänge 40 des Typs 89 in vier Doppellafetten und vierundzwanzig 2,5-cm-Maschinenkanonen Typ 96 in acht Drillingslafetten. Bedingt durch die starken alliierten Luftstreitkräfte kam es zu einer Verstärkung der 2,5-cm-Geschütze, welche bei Aufgabe des Schiffes aus 44 Maschinenkanonen bestand (8 Drillings- und 20 Einzellafetten).
Die 12,7-cm-Geschütze erreichten eine Kadenz von rund 8 Schuss pro Minute und die maximale Reichweite betrug etwa 9,4 Kilometer bei 75° Rohrerhöhung. Die 24,5 Tonnen schweren Doppellafette war um 360° drehbar und hatte einen Höhenrichtbereich von −7° bis +75°. Die 2,5-cm-Maschinenkanonen verschossen im Einsatz rund 110 bis 120 Schuss pro Minute, die effektive Reichweite lag bei etwa 3 Kilometern bei 85° Rohrerhöhung. Die 1,8 Tonnen schweren Drillingslafetten bzw. 785 Kilogramm schweren Einzellafetten waren um 360° drehbar und hatte einen Höhenrichtbereich von −10° bis +85°.

#### U-Jagdausrüstung
Zur U-Jagd verfügte das Schiff am Heck über zwei Ablaufschienen zum Einsatz von acht Wasserbomben.

### Sensoren

#### Radar
Zur Erfassung von Luft- und Seezielen verfügte die Kaiyō über eine rechteckige Matrazenantenne an der vorderen Flugdeck-Backbordseite, welche zu einem Funkmessgerät (Radar) des Typs 21 gehörte. Dieses Radargerät konnte eine Gruppe von Flugzeugen in bis zu 100 Kilometer, ein einzelnes Flugzeug in bis zu 70 Kilometer und ein großes Seefahrzeug in bis zu 20 Kilometer Entfernung orten. Es arbeitete mit einer Wellenlänge von 150 cm und hatte eine Sendeleistung von 5 kW.

#### Sonar
Zur Suche nach U-Booten war ein Echoortungssystem des Typs 93 und einem Hydrophonset vom Typ 93 eingerüstet. Dieses Hydrophonset bestand aus zwei Gruppen zu je acht Sensoren, eine Gruppe auf jeder Schiffsseite.

### Luftgruppe
Die Luftgruppe des Trägers bestand aus 24 Maschinen (Standard: 18 Jagdflugzeuge und 6 Bomber).

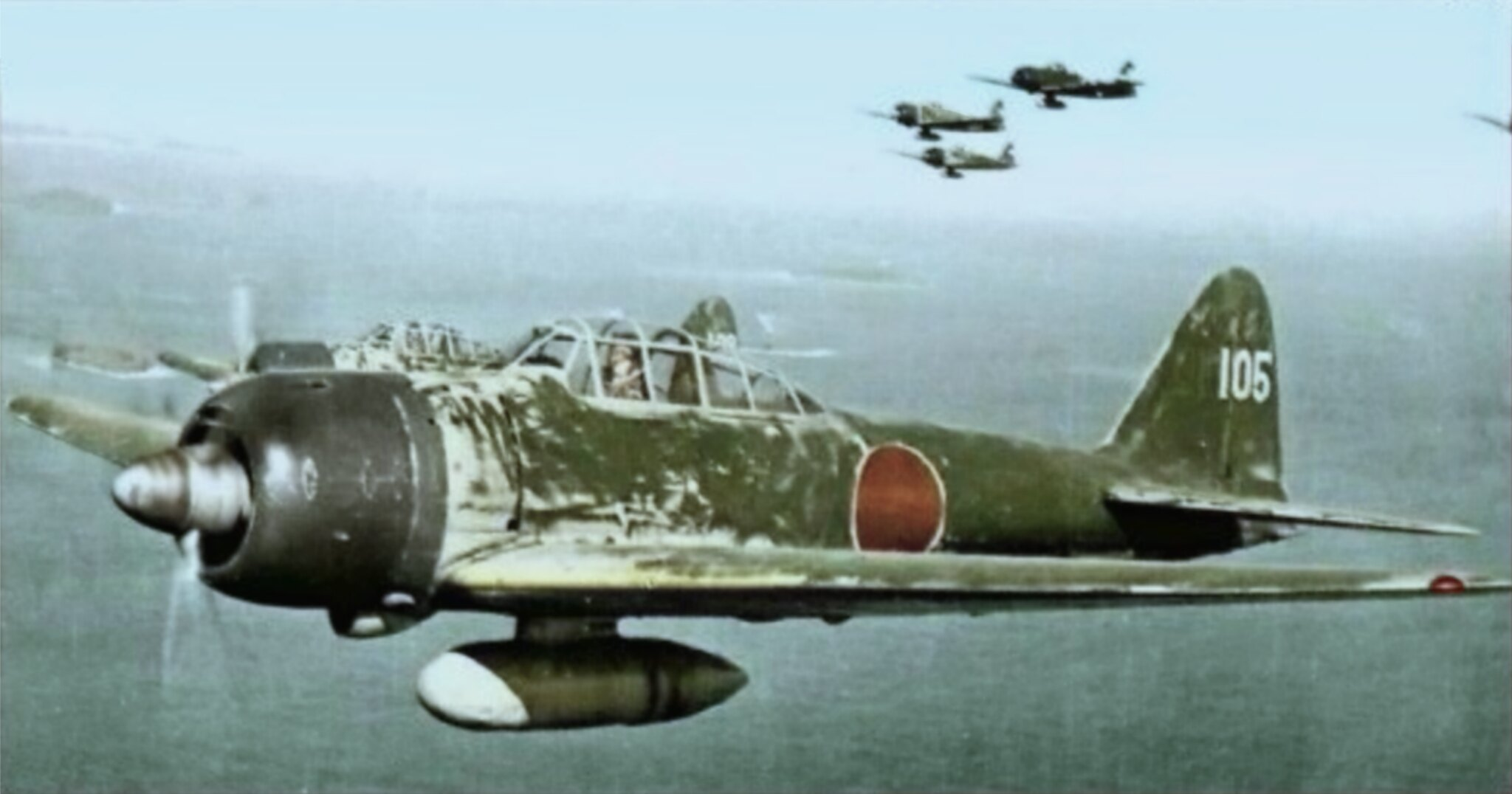
Jagdflugzeug Mitsubishi A6M3 Model 22, wie es möglicherweise auf der Kaiyō eingesetzt wurde.
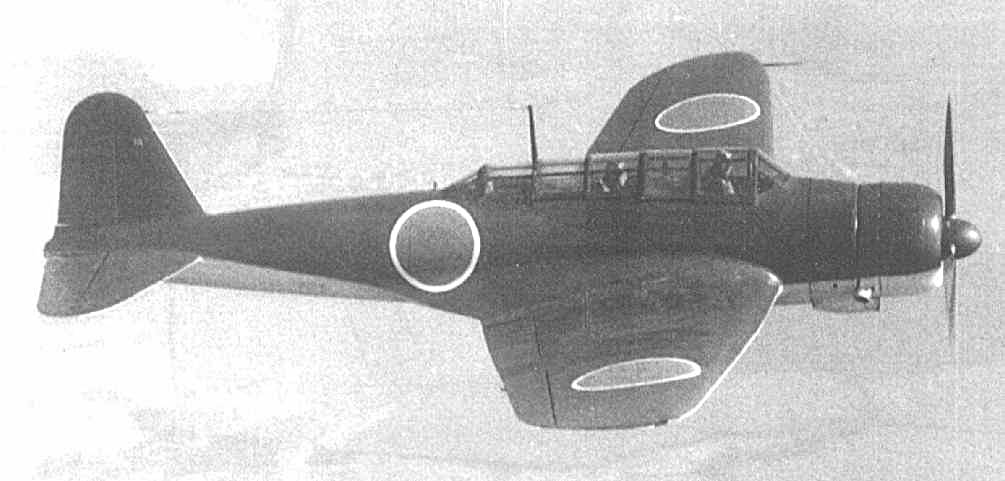
Torpedobomber Nakajima B5N, wie er auf der Kaiyō eingesetzt wurde.

## Besatzung
Die Besatzung der Kaiyō hatte eine Stärke von 829 Offizieren, Unteroffizieren und Mannschaften. Üblicherweise befehligte ein Stabsoffizier im Rang eines Kaigun-taisa (Kapitän zur See) das Schiff.

### Liste der militärischen Kommandanten
| Nr. | Name                              | Beginn der Amtszeit | Ende der Amtszeit | Bemerkungen                               |
| --- | --------------------------------- | ------------------- | ----------------- | ----------------------------------------- |
| 1.  | Kapitän zur See Takao Yoshimi     | 23. November 1943   | 24. Juli 1944     |                                           |
| 2.  | Kapitän zur See Kitamura Masayuki | 24. Juli 1944       | 1. August 1944    |                                           |
| 3.  | Kapitän zur See Arita Yuzo        | 1. August 1944      | 15. März 1945     |                                           |
| 4.  | Kapitän zur See Kofuda Kiyoshi    | 15. März 1945       | 1. Mai 1945       |                                           |
| -   | Kapitän zur See Osuga Shuichi     | 1. Mai 1945         | 10. August 1945   | mit der Wahrnehmung der Geschäfte betraut |